# Пеньково (Кировоградская область)
Пеньково (укр. Пенькове) — село в Кетрисановской сельской общине Кропивницкого района Кировоградской области Украины.
До 2020 года входило в Бобринецкий район
Население по переписи 2001 года составляло 130 человек. Почтовый индекс — 27251. Телефонный код — 5257. Занимает площадь 0,847 км². Код КОАТУУ — 3520885604.